# Championnat du Japon de football de deuxième division 2008
Navigation
J2 League 2007 J2 League 2009
Le Championnat du Japon de football de deuxième division 2008 est la 10e édition de la J.League 2. Le championnat a débuté le 8 mars 2008 et s'est achevé le 6 décembre 2008.
Les deux meilleurs du championnat sont promus en J.League 2009.

## Les clubs participants
Les équipes classées de la 4e à la 13e place de la J2 League 2007, les 16e, 17e et 18e de J.League 2007 et les 2e et 3e de JFL 2007 participent à la compétition.
| Club                | Dernière montée | Ville     | Classement 2007 | Entraîneur         | Depuis | Stade                      | Capacité | Nombre de saisons |
| ------------------- | --------------- | --------- | --------------- | ------------------ | ------ | -------------------------- | -------- | ----------------- |
| Sanfrecce Hiroshima | 2008            | Hiroshima | 16e             | Mihailo Petrović   | 2006   | Grande Arche d'Hiroshima   | 50 000   | 2                 |
| Ventforet Kōfu      | 2008            | Kōfu      | 17e             | Takayoshi Amma     | 2008   | Kose Sports Park Stadium   | 17 000   | 8                 |
| Yokohama FC         | 2008            | Yokohama  | 18e             | Satoshi Tsunami    | 2008   | Nippatsu Mitsuzawa Stadium | 15 046   | 7                 |
| Vegalta Sendai      | 2004            | Sendai    | 4e              | Makoto Teguramori  | 2008   | Stade de Sendai            | 19 694   | 8                 |
| Cerezo Osaka        | 2007            | Osaka     | 5e              | Levir Culpi        | 2007   | Stade Nagai                | 50 000   | 3                 |
| Shonan Bellmare     | 2000            | Hiratsuka | 6e              | Masaaki Kanno      | 2006   | Hiratsuka Stadium          | 18 500   | 9                 |
| Avispa Fukuoka      | 2007            | Fukuoka   | 7e              | Yoshiyuki Shinoda  | 2008   | Level5 Stadium             | 22 563   | 6                 |
| Sagan Tosu          | -               | Tosu      | 8e              | Yasuyuki Kishino   | 2007   | Stade de Tosu              | 24 460   | 10                |
| Montedio Yamagata   | -               | Yamagata  | 9e              | Shinji Kobayashi   | 2008   | Stade du parc Yamagata     | 20 315   | 10                |
| Ehime FC            | 2006            | Matsuyama | 10e             | Kazuhito Mochizuki | 2005   | Ningineer Stadium          | 20 000   | 3                 |
| Thespa Kusatsu      | 2005            | Kusatsu   | 11e             | Shigeharu Ueki     | 2006   | Stade Shoda Shoyu Gunma    | 15 253   | 4                 |
| Mito HollyHock      | 2000            | Mito      | 12e             | Takashi Kiyama     | 2008   | Stade Mito                 | 12 000   | 9                 |
| Tokushima Vortis    | 2005            | Tokushima | 13e             | Naohiko Minobe     | 2008   | Stade Pocarisweat          | 17 924   | 4                 |
| Roasso Kumamoto     | 2008            | Kumamoto  | 2e              | Tomoyoshi Ikeya    | 2005   | Kumamoto Athletics Stadium | 32 000   | 1                 |
| FC Gifu             | 2008            | Gifu      | 3e              | Hideki Matsunaga   | 2008   | Gifu Nagaragawa Stadium    | 26 109   | 1                 |

- Relégué de la J1 League 2007
- Promu de la Japan Football League 2007

### Localisation des clubs
| \| Clubs du Grand Tokyo · Shonan Bellmare (Kanagawa) · Mito HollyHock (Ibaraki) · Ventforet Kōfu (Yamanashi) · Yokohama FC (Kanagawa) Grand Tokyo Sanfrecce Hiroshima Ehime FC Vegalta Sendai Avispa Fukuoka Sagan Tosu Montedio Yamagata Tokushima Vortis Thespa Kusatsu Cerezo Osaka Roasso Kumamoto FC Gifu \| Localisation des clubs engagés dans le championnat. |
| Clubs du Grand Tokyo · Shonan Bellmare (Kanagawa) · Mito HollyHock (Ibaraki) · Ventforet Kōfu (Yamanashi) · Yokohama FC (Kanagawa) Grand Tokyo Sanfrecce Hiroshima Ehime FC Vegalta Sendai Avispa Fukuoka Sagan Tosu Montedio Yamagata Tokushima Vortis Thespa Kusatsu Cerezo Osaka Roasso Kumamoto FC Gifu                                                           |

| Clubs du Grand Tokyo · Shonan Bellmare (Kanagawa) · Mito HollyHock (Ibaraki) · Ventforet Kōfu (Yamanashi) · Yokohama FC (Kanagawa) Grand Tokyo Sanfrecce Hiroshima Ehime FC Vegalta Sendai Avispa Fukuoka Sagan Tosu Montedio Yamagata Tokushima Vortis Thespa Kusatsu Cerezo Osaka Roasso Kumamoto FC Gifu |

## Compétition

### Classement
Source : CLASSEMENT J.LEAGUE DIVISION 2 2008 sur transfermarkt.fr
| Rang | Équipe                | Pts | J  | G  | N  | P  | Bp | Bc | Diff |
| ---- | --------------------- | --- | -- | -- | -- | -- | -- | -- | ---- |
| 1    | Sanfrecce Hiroshima R | 100 | 42 | 31 | 7  | 4  | 99 | 35 | +64  |
| 2    | Montedio Yamagata     | 78  | 42 | 23 | 9  | 10 | 66 | 40 | +26  |
| 3    | Vegalta Sendai        | 70  | 42 | 18 | 16 | 8  | 62 | 47 | +15  |
| 4    | Cerezo Osaka          | 69  | 42 | 21 | 6  | 15 | 81 | 60 | +21  |
| 5    | Shonan Bellmare       | 65  | 42 | 19 | 8  | 15 | 68 | 48 | +20  |
| 6    | Sagan Tosu            | 64  | 42 | 19 | 7  | 16 | 50 | 51 | -1   |
| 7    | Ventforet Kōfu R      | 59  | 42 | 15 | 14 | 13 | 56 | 47 | +9   |
| 8    | Avispa Fukuoka        | 58  | 42 | 15 | 13 | 14 | 55 | 66 | -11  |
| 9    | Thespa Kusatsu        | 53  | 42 | 13 | 14 | 15 | 45 | 52 | -7   |
| 10   | Yokohama FC R         | 50  | 42 | 11 | 17 | 14 | 51 | 56 | -5   |
| 11   | Mito HollyHock        | 47  | 42 | 13 | 8  | 21 | 52 | 70 | -18  |
| 12   | Roasso Kumamoto P     | 43  | 42 | 10 | 13 | 19 | 46 | 72 | -26  |
| 13   | FC Gifu P             | 42  | 42 | 10 | 12 | 20 | 41 | 69 | -28  |
| 14   | Ehime FC              | 37  | 42 | 9  | 10 | 23 | 39 | 66 | -27  |
| 15   | Tokushima Vortis      | 29  | 42 | 7  | 8  | 27 | 40 | 72 | -32  |

|  | Promu en J1 League 2009                                               |
|  | Barrages de promotion en J1 League                                    |
|  | P : Promu de Japan Football League 2007 R : Relégué de J1 League 2007 |

## Barrage promotion-relégation
Le match oppose le 16e de la première division contre le 3e de la deuxième division un match aller-retour.
| 10 décembre 2008 | Vegalta Sendai | 1 - 1   | Júbilo Iwata | Stade de Sendai, Sendai                      |                                              |
|                  | Nádson 41e     | (1 - 0) | 53e Matsuura | Spectateurs : 18 974 Arbitrage : Kenji Ogiya | Spectateurs : 18 974 Arbitrage : Kenji Ogiya |
|                  | Rapport        |         |              | Spectateurs : 18 974 Arbitrage : Kenji Ogiya | Spectateurs : 18 974 Arbitrage : Kenji Ogiya |

| 10 décembre 2008 | Júbilo Iwata     | 2 - 1   | Vegalta Sendai | Stade Yamaha, Iwata                              |                                                  |
|                  | Matsuura 41e 70e | (1 - 0) | 90e Ryang      | Spectateurs : 16 693 Arbitrage : Masayoshi Okada | Spectateurs : 16 693 Arbitrage : Masayoshi Okada |
|                  | Rapport          |         |                | Spectateurs : 16 693 Arbitrage : Masayoshi Okada | Spectateurs : 16 693 Arbitrage : Masayoshi Okada |

## Statistiques

### Meilleurs buteurs
|                    | Buteur           | Club                | Buts | MJ |
| ------------------ | ---------------- | ------------------- | ---- | -- |
| Médaille d'or      | Hisato Satō      | Sanfrecce Hiroshima | 28   | 40 |
| Médaille d'argent  | Yutaka Takahashi | Roasso Kumamoto     | 19   | 42 |
| Médaille de bronze | Naoki Ishihara   | Shonan Bellmare     | 18   | 41 |
| 4                  | Yoshihito Fujita | Sagan Tosu          | 18   | 38 |
| 5                  | Tomoyuki Arata   | Mito HollyHock      | 17   | 42 |
| 6                  | Anderson         | Yokohama FC         | 16   | 36 |
| 7                  | Shinji Kagawa    | Cerezo Osaka        | 16   | 35 |
| 8                  | Rui Komatsu      | Cerezo Osaka        | 16   | 32 |
| 9                  | Tetsuya Okubo    | Avispa Fukuoka      | 14   | 41 |
| 10                 | Koji Morisaki    | Sanfrecce Hiroshima | 14   | 40 |